# Megachile palaonica
Megachile palaonica är en biart som beskrevs av Cockerell 1939. Megachile palaonica ingår i släktet tapetserarbin, och familjen buksamlarbin. Inga underarter finns listade i Catalogue of Life.